# Neolemonniera
Neolemonniera là một chi thực vật thuộc họ Sapotaceae. Chi này được Paul Henri Lecomte miêu tả lần đầu tiên năm 1918 dưới danh pháp Le Monniera. Tuy nhiên, danh pháp tương tự là Lemonniera đã được Émile Auguste Joseph De Wildeman sử dụng năm 1894 để chỉ một chi nấm trong Hyphomycetes (hiện nay được coi là thuộc Ascomycetes), vì thế năm 1960 Hermann Heino Heine đã đổi danh pháp thành Neolemonniera. Các loài trong chi này sinh sống tự nhiên ở rừng nhiệt đới Tây Phi và phía tây Trung Phi, bao gồm Gabon, Bờ Biển Ngà, Liberia, Sierra Leone.

## Các loài
Plants of the World Online công nhận 3 loài như sau:
- Neolemonniera batesii (Engl.) Heine, 1960: Gabon, Bờ Biển Ngà, Liberia. Có thể có ở Cameroon.
- Neolemonniera clitandrifolia (A.Chev.) Heine, 1960: Bờ Biển Ngà, Liberia, Sierra Leone.
- Neolemonniera ogouensis (Dubard) Heine, 1960: Tây nam và tây miền trung Gabon.